# Čeget

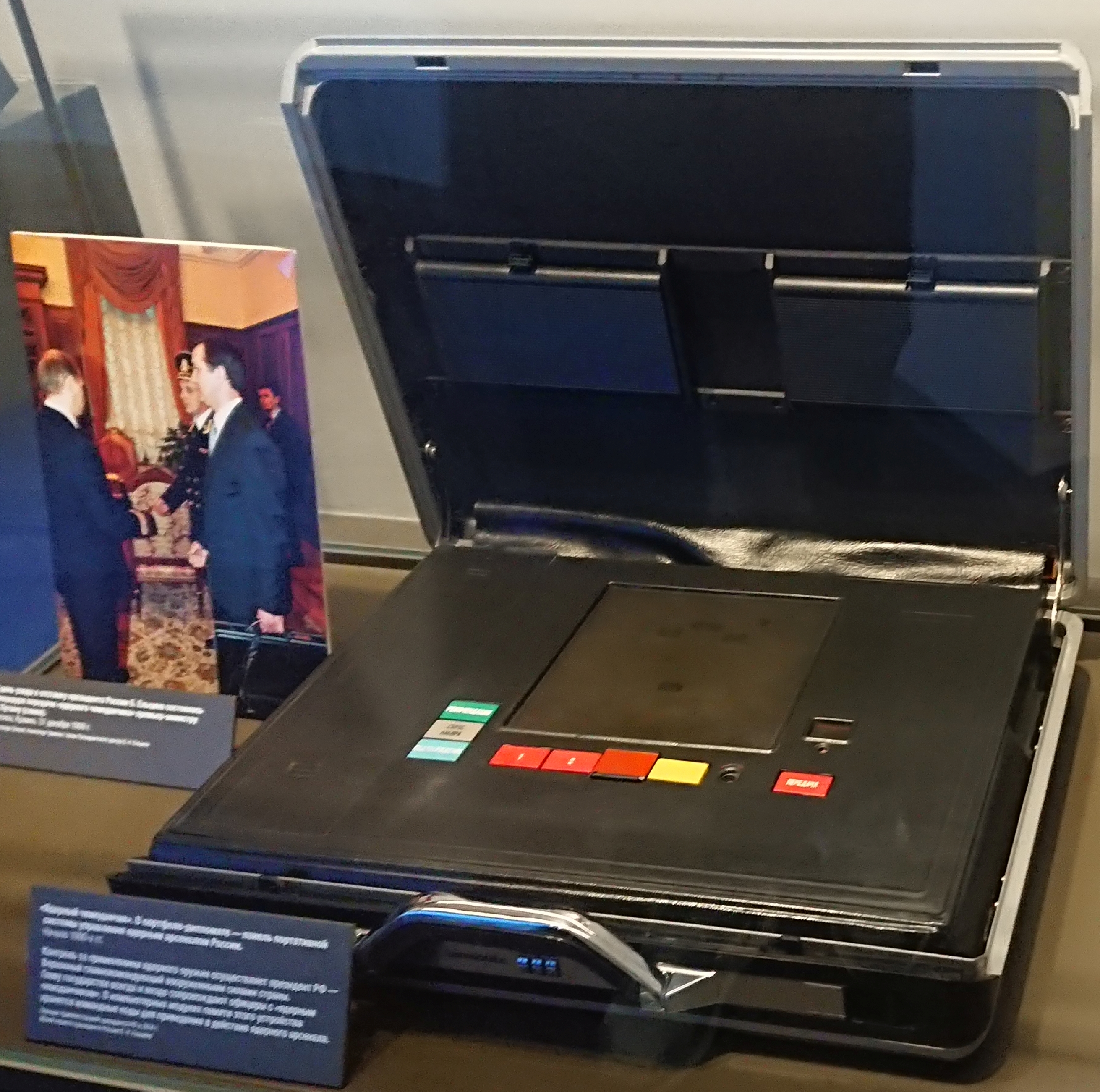
La "valigetta nucleare" russa dei primi anni '90, in mostra al Centro presidenziale Boris El'cin a Ekaterinburg.

Čeget (in russo Чегет?) è una " valigetta nucleare" (dal nome Monte Čeget in Cabardino-Balcaria ) facente parte del sistema automatico per il comando e il controllo delle forze nucleari strategiche russe Russia (SNF) chiamato Kazbek (in russo Казбек?, dal nome del monte Kazbek al confine tra la Georgia e la Russia). Da quando è stata sviluppata, la "valigia nucleare" è stata messa a disposizione del capo di stato russo, del ministro della difesa e del capo di stato maggiore generale.

## Storia
Il čeget è stato sviluppato durante l'amministrazione di Jurij Vladimirovič Andropov all'inizio degli anni '80. La valigia è stata messa in servizio proprio quando Michail Gorbačëv è entrato in carica come Segretario Generale del Comitato Centrale del Partito Comunista dell'Unione Sovietica nel marzo 1985. È collegato allo speciale sistema di comunicazione chiamato in codice Kavkaz ( Кавказ , dal nome locale della regione del Caucaso ), che "supporta la comunicazione tra alti funzionari del governo mentre prendono la decisione se utilizzare armi nucleari, e a sua volta è collegato a Kazbek, che abbraccia tutti gli individui e le agenzie coinvolte al comando e al controllo delle forze nucleari strategiche".
Il presidente della Federazione Russa ha sempre un čeget a portata di mano. È uno dei tre, con gli altri due tenuti dal Ministro della Difesa e dal Capo di stato maggiore generale delle Forze armate russe . Può darsi che sia necessaria la attivazione di due dei tre per innescare un vero e proprio lancio. Lo stato maggiore riceve il segnale e avvia l'attacco nucleare attraverso il passaggio di codici di autorizzazione a complessi di lancio di silo missilistici/sottomarini con missili balistici o lanciando a distanza singoli missili balistici intercontinentali terrestri (ICBM) / missili balistici lanciati da sottomarini (SLBM).
Il 25 gennaio 1995, nell'incidente del razzo norvegese, il čeget è stato attivato in risposta a un razzo-sonda a quattro stadi Brant XII identificato erroneamente, lanciato da scienziati norvegesi e statunitensi; è stata l'unica volta nota che una valigetta nucleare è stata attivata in preparazione per un attacco.

## Galleria d'immagini

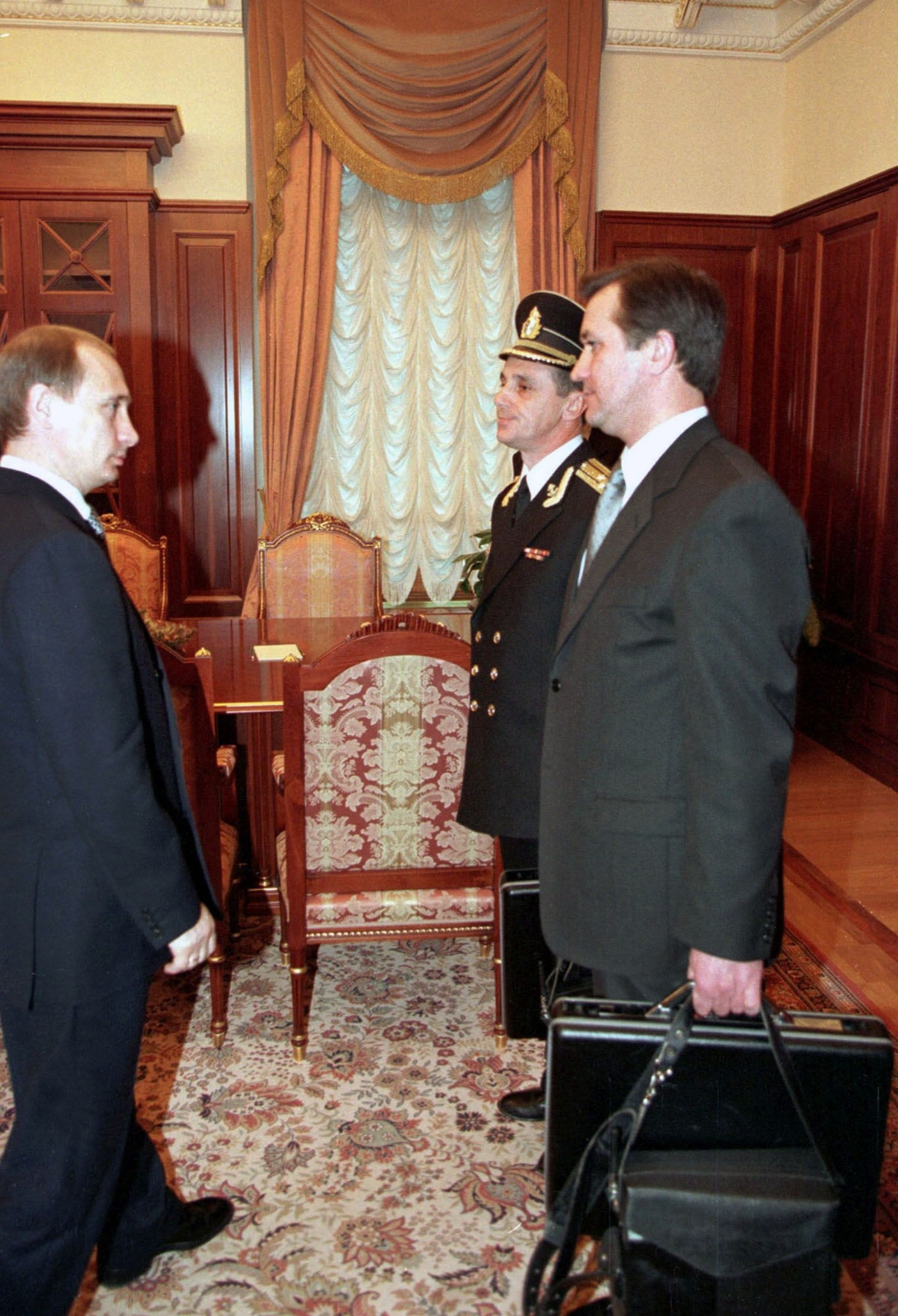
Il 31 dicembre 1999 il presidente ad interim Vladimir Putin riceve la "valigetta nucleare".
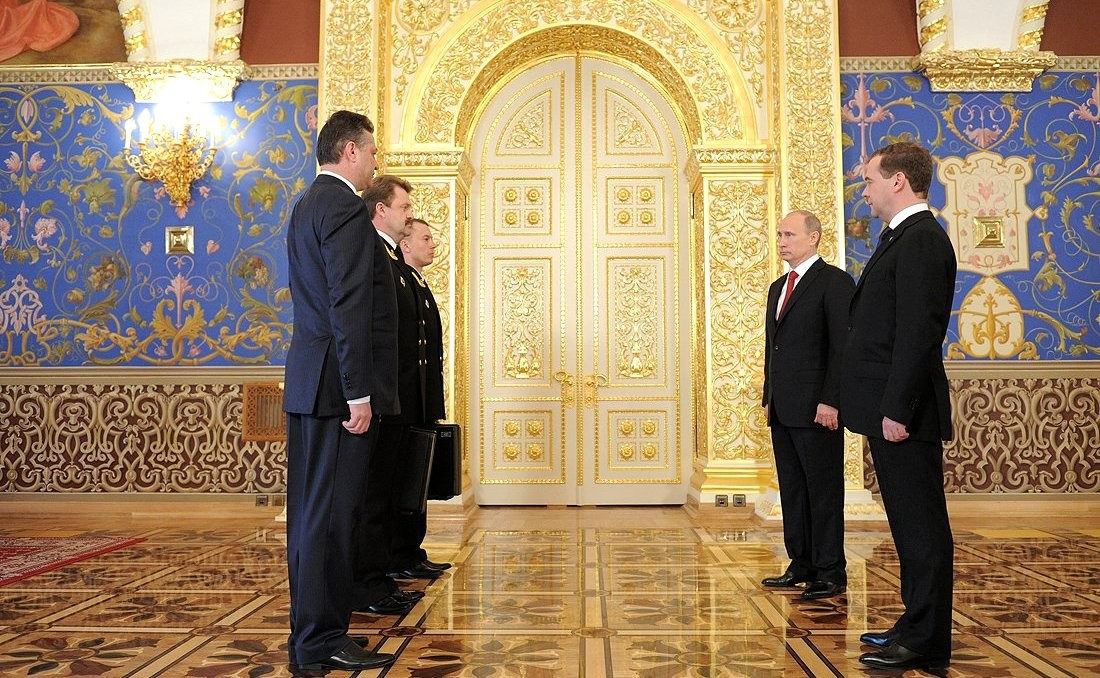
La cerimonia del passaggio della "valigetta nucleare" durante la "terza inaugurazione" di Vladimir Putin il 7 maggio 2012.